# Västre Holmtjärnen
Västre Holmtjärnen är en sjö i Skellefteå kommun i Västerbotten och ingår i Kågeälvens huvudavrinningsområde. Sjön har en area på 0,0498 kvadratkilometer och ligger 218,5 meter över havet.

## Delavrinningsområde
Västre Holmtjärnen ingår i det delavrinningsområde (722893-172070) som SMHI kallar för Ovan Bäckängesbäcken. Medelhöjden är 239 meter över havet och ytan är 27,96 kvadratkilometer. Räknas de 4 avrinningsområdena uppströms in blir den ackumulerade arean 122,08 kvadratkilometer. Degerträskån som avvattnar avrinningsområdet har biflödesordning 2, vilket innebär att vattnet flödar genom totalt 2 vattendrag innan det når havet efter 62 kilometer. Avrinningsområdet består mestadels av skog (82 procent) och sankmarker (11 procent). Avrinningsområdet har 0,21 kvadratkilometer vattenytor vilket ger det en sjöprocent på 0,7 procent.